# Трир (административный округ)
Административный округ Трир (нем. Regierungsbezirk Trier) — бывший административный округ федеральной земли Рейнланд-Пфальц в Германии. Центром административного округа являлся город Трир. С 1968 до 1999 годов Рейнланд-Пфальц делился на три административных округа: Кобленц, Рейнгессен-Пфальц и Трир.
Административный округ Трир включал в себя 4 района и 1 внерайонный город.

## Районы и приравненные к ним административно-территориальные единицы
- Айфель-Битбург-Прюм
- Бернкастель-Витлих
- Вульканайфель
- Трир-Саарбург
- Трир